# Cencio la Parolaccia
Cencio la Parolaccia è un ristorante italiano, sito nella zona di Trastevere a Roma al civico 3 di Vicolo dei Cinque.
Serve prevalentemente cucina romana ed è famoso per gli insulti, improperi e parolacce (da cui il nome del locale) rivolti ai clienti dal personale di servizio e dall'animatore. I camerieri, ad ogni piatto, fanno apprezzamenti e battute rivolte ai clienti; l'animazione musicale con chitarra e fisarmonica consiste in stornelli vernacolari romani, adattati e appesantiti in base al pubblico presente ai tavoli.

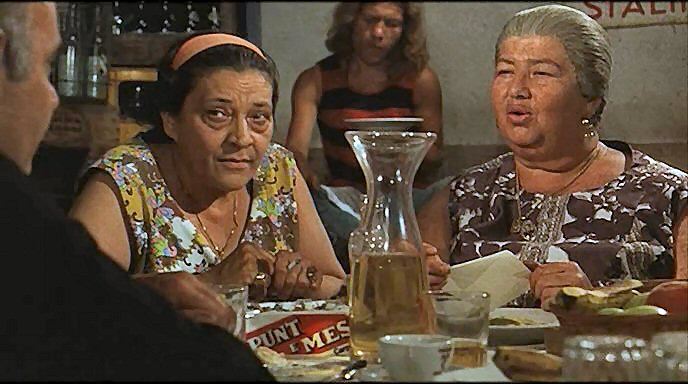
Vittorio Caprioli, Marcella Valeri e Mickey Fox alla Parolaccia in una scena del film Trastevere (1971)

## Storia
Il locale, inizialmente denominato Osteria da Cencio, fu aperto nel 1941 dai coniugi Vincenzo "Cencio" e Renata de Santis, i quali decisero, in seguito a un episodio che coinvolse l'attore Massimo Serato, di unire al tradizionale lavoro di ristorazione un intrattenimento basato sulle canzoni folkloristiche romanesche spesso condite da termini piccanti e volgari.
L'operazione incontrò il favore del pubblico e così nel 1951 il locale prese ufficialmente la denominazione La Parolaccia e divenne luogo di cene particolari per attori e personaggi dello spettacolo.

## Nell'arte e nei media

### Cinema
Grazie alla sua particolarità, La parolaccia ha ispirato ristoranti citati in vari film comici come Made in Italy, Simpatici & antipatici e Fracchia la belva umana (dove è ribattezzato Da Sergio e Bruno - Gli Incivili) o come La banda del trucido con Tomas Milian (qui il ristorante si chiama La pernacchia).
Il locale viene propriamente citato e utilizzato in alcune scene del film Trastevere (1971), in cui risulta gestito dalla salace Nanda, interpretata da Ottavia Piccolo.